# Partit Comunista del Nepal (Janamukhi)
El Partit Comunista del Nepal (Janamukhi) fou un partit polític comunista de Nepal que hauria existit per poc temps el 1990. No és conegut de quin partit es va escindir.
El 20 de novembre de 1990 el Partit Comunista de Nepal (Mashal), el Partit Comunista de Nepal (IV Congrés), la Organiztació de Treballadors Proletaris o Proletarian Workers Organisation i el Partit Comunista del Nepal (Janamukhi), van constituir el Partit Comunista del Nepal (Centre d'Unitat).